# Ruy Mauro Marini
Ruy Mauro de Araújo Marini (Barbacena, 2 de maio de 1932 – Rio de Janeiro, 5 de julho de 1997) foi um cientista social brasileiro. É conhecido internacionalmente como um dos elaboradores da Teoria da Dependência. Embora extremamente conhecido nos países latino-americanos de língua espanhola, sua obra é pouco conhecida no Brasil.

## Trajetória pessoal
Nascido em Barbacena, vai ao Rio de Janeiro para cursar os estudos preparatórios ao curso de Medicina, mas desiste optando pela independência pessoal, ingressando no serviço público. Em 1953 começa a estudar Direito na Faculdade Nacional de Direito da UFRJ não concluindo. Começa a estudar Administração Pública na Escola Brasileira de Administração Pública e de Empresas. Nesse período participa intensamente no movimento estudantil, através da juventude socialista do PSB,sendo inclusive editor de jornais estudantis. Ingressa na organização política Política Operária.
Inicia sua carreira acadêmica a partir de 1962, na recém-implantada Universidade de Brasília, convidado pelo próprio Darcy Ribeiro, onde fizera um Mestrado, ingressando como professor universitário.
Organiza-se na UnB, com a participação de Theotonio dos Santos e Vania Bambirra entre outros, um círculo de estudos de O Capital de Karl Marx, onde pretende analisar as sociedades latino-americanos à luz da teoria marxista, que se tornou base para a formulação da Teoria da Dependência. Formula-se uma visão crítica e alternativa às visões da CEPAL e do PCB sobre o processo de desenvolvimento brasileiro, retomando o pensamento do imperialismo de Lenin e de Rosa Luxemburgo, e de desenvolvimento desigual e combinado de Trotski, além da concepção crítica sobre o desenvolvimento latino-americano formulada por André Gunder Frank, que tem por sua vez origem no conceito de subdesenvolvimento de Paul A. Baran e Paul Sweezy, abrindo enfim caminho para a teoria marxista da dependência.
Depois do golpe militar de 1964 exilou-se no México em 1965 após ser preso e torturado no CENIMAR, e, em 1971, transfere-se para o Chile onde foi professor da Universidade do Chile até a queda do governo de Salvador Allende em 1973, e posteriormente retorna ao México em 1974, para lecionar na Universidade Nacional Autônoma do México (UNAM), onde produz a maior parte de sua obra, e onde atualmente há um centro de referência sobre sua obra.
Nos anos 1980 retorna ao Brasil, embora seu retorno definitivo seja apenas em 1985. Entre indas e vindas entre o México, que não abandona totalmente, atuando na UNAM, e o Brasil, que retorna definitivamente apenas em 1996, onde participa de várias órgãos de ensino e pesquisa. Entre 1984 e 1986, participa da Universidade das Nações Unidas, tenta em 1985 sem sucesso a criação de um centro de estudos sobre desenvolvimento na UERJ e vira professor da FESP-RJ. Em 1986 volta ao Departamento de Ciência Política da UnB.
Morreu em 1997 acometido por um câncer aos 65 anos, na cidade do Rio de Janeiro.

## Suas obras
A maioria de suas obras permanecerem inéditas em português, até sua morte em 1997. No exterior, Ruy Mauro Marini, publicou suas obras mais importantes, entre outras, Subdesenvolvimento e revolução (1969), Dialética da dependência (1973- considerada sua grande obra), O reformismo e a contra-revolução. Estudos sobre o Chile (1976). De volta ao Brasil, Ruy Mauro publicou artigos sobre a globalização e as novas formas da dependência num pequeno livro já esgotado.

## O aporte teórico: Superexploração do trabalho e Sub-imperialismo
Marini procura distinguir as principais características dos países subdesenvolvidos, diferenciando-se da visão formulada pela CEPAL, compreendendo os países atrasados a partir de uma relação do capitalismo mundial de dependência entre países centrais (América do Norte, Europa Ocidental e Japão) e países periféricos (América Latina, África e Ásia), forjada não apenas pela condição agrário-exportadora desses últimos mas pela divisão internacional do trabalho. A partir dessa condição, a burguesia nacional dos países periféricos mesmo após a industrialização, torna-se sócia minoritária do capital transnacional, tendo que repartir a mais-valia gerada internamente com eles. Para compensar essa menor participação na repartição da acumulação, a burguesia nacional utiliza-se de mecanismos extraordinários de exploração da força do trabalho, que visam ampliar a mais-valia extraída do trabalho, o resultado seria a realimentação da dependência e a manutenção do subdesenvolvimento, mesmo com a industrialização interna.
O conceito de superexploração do trabalho foi estabelecido por Ruy Mauro Marini no final da década de 1960, enfatizado sua relação com a gênese e funcionamento da acumulação capitalista. O conceito de superexploração da força de trabalho começa a se esboçar em Subdesarrollo y revolución de 1968, e em uma forma mais sistemática em Dialética da dependência de 1973, e continua a desenvolver-se em Plúsvalia extraordinária y acumulación de capital de 1979, Las razones del neodesarrollismo de 1978, e El ciclo del capital en la economía dependente de 1979.
Para Marini, em seus escritos da década de 1980 e 90, a superexploração da força de trabalho passou a assumir uma nova forma na América Latina, reforçando-se, a partir dos anos 1970, quando se afirma a crise da industrialização voltada para o mercado interno e inicia-se na região um giro no sentido de sua inserção numa economia mundial globalizada sob o domínio de políticas neoliberais. Por outro lado, nos países centrais começa-se a desenvolver também mecanismos de superexploração de trabalho antes restrito aos países periféricos.
Sobre o esforço dos governos militares brasileiros de desenvolvimento industrial e de hegemonia continental, posicionou-se Rui Mauro Marini, pela criação da categoria sub-imperialismo, para designar um processo dinâmico do capitalismo nacional, que expande seus capitais sobre as economias vizinhas, porém sob os limites impostos pelo capital monopólico mundial.

## Obras publicadas
- Subdesarrollo y revolución, México D.F., Siglo XXI, 1969, 1974(5ª edición ampliada); Lisboa, Iniciativas Editoriais, 1975; París, François Maspero, 1972.
- Dialéctica de la dependencia, México D.F., Ediciones Era, 1973; Frankfurt, Suhrkamp Verlag, 1974; Lisboa, Centelha, 1975; Holanda, Nijegen, 1976; Buenos Aires, Ulmeiro, 1981.
- El reformismo y la contrarrevolución: estudios sobre Chile, México D.F., Ediciones Era, 1976.
- Análisis de los mecanismos de protección al salario en la esfera de la producción, México D.F., Secretaría del Trabajo y Previsión Social-Unidad Coordinadora de Políticas, Estudios y Estadísticas del Trabajo, 1983.
- América Latina: dependência e integração, São Paulo, Brasil Urgente, 1992; Caracas, Nueva Sociedad, 1993.
- La teoría social latinoamericana, t. I: Los orígenes, Ruy Mauro Marini y Márgara Millán (coords.), México D.F., El Caballito, 1994.
- La teoría social latinoamericana, t. II: Subdesarrollo y dependencia, Ruy Mauro Marini y Márgara Millán (coords.), México D.F., El Caballito, 1994.
- Teoría social latinoamericana (textos escogidos), t. I: De los orígenes a la cepal; t. II: La teoría de la dependencia; t. II: La centralidad del marxismo, Ruy Mauro Marini y Márgara Millán (coords.), México D.F., El Caballito, 1994.
- La teoría social latinoamericana, t. II: La centralidad del marxismo, Ruy Mauro Marini y Márgara Millán (coords.), México D.F., unam/El Caballito, 1995.
- La teoría social latinoamericana, t. IV: Cuestiones contemporáneas, Ruy Mauro Marini y Márgara Millán (coords.), México D.F., unam/fcpys/cela, 1996.